# Šuľa
Šuľa je obec v okrese Veľký Krtíš v Banskobystrickém kraji na Slovensku. Leží ve východní části Krupinské planiny přibližně 25 km severně od okresního města. Žije zde 74 obyvatel.
První písemná zmínka o obci pochází z roku 1460. 

## Název
Šuľa jako pojmenování osady vlevo od staré cesty z Lučence do Zvolenu má původ ve starobylém slovanském přídavném jméně sujъ/sulъ „levý".

## Památky
- Vesnická zvonice, lidová dřevěná stavba na půdorysu obdélníka.
- Soubor památkově chráněných lidových domů z 19. století.